# Brašćine-Pulac
Brašćine-Pulac (italienska: Brascine-Pulaz) är ett lokalnämndsområde i Rijeka i Kroatien. I lokalnämndsområdet upptagningsområde ligger bosättningarna Brašćine, Lukovići, Pulac och Sveta Katarina.

## Geografi
Brašćine-Pulac ligger i ett attraktivt kulligt område med stora grönområden norr om stadscentrum. De östra delarna av lokalnämndsområdet är skogbeklädda. 
Brašćine-Pulac gränsar till lokalnämndsområdena Centar-Sušak, Školjić-Stari grad (Gamla stan) och Kozala i söder, Škurinjska Draga sydväst och väster, Drenova i nordväst och norr, Pašac i nordöst och Orehovica i sydöst. 

## Byggnadsverk (urval)
- Försvarsverken Angheben I och Angheben II[3]
- Monte Lesco – försvarsverk uppfört av de italienska fascisterna i april 1941.[3]
- Liburniska limes – resterna efter romerska limes.[3]
- Sankta Katarinas kapell – ursprungligen uppfört år 1540.[3]